# BMW E85
| Sterne im Euro-NCAP-Crashtest | Vier Sterne im Euro-NCAP-Crashtest |

Der BMW Z4 (intern: E85 – Roadster, E86 – Coupé) ist ein Pkw des deutschen Automobilherstellers BMW. Das Design des Z4 wurde unter BMW-Chefdesigner Chris Bangle entworfen. Hergestellt wurde der BMW Z4 von der BMW US Manufacturing Company in Greer (South Carolina).

## Modellgeschichte
Der Z4, mit der offiziellen Messe-Präsentation auf der Mondial de l’Automobile 2002, kam im Oktober 2002 auf den amerikanischen Markt und wurde im März 2003 in Deutschland eingeführt. Da er größer und komfortabler ist als der zuvor produzierte Z3, wurde er Z4 genannt.
Das Verdeck erhielt eine Heckscheibe aus Glas, die auch heizbar ist.
Zur Begrenzung des Gewichtsanstiegs wurden für die Karosserie hochfeste Stähle und Aluminium für die Motorhaube verwendet. Darüber hinaus setzte BMW zum ersten Mal eine elektrisch unterstützte Servolenkung ein, die nur Energie beim Lenkvorgang benötigt und damit Kraftstoff spart.
Fahrwerkstechnisch entspricht die Vorderachse der des Z3 mit MacPherson-Federbeinen, die Hinterachse ist eine Mehrlenkerkonstruktion. 

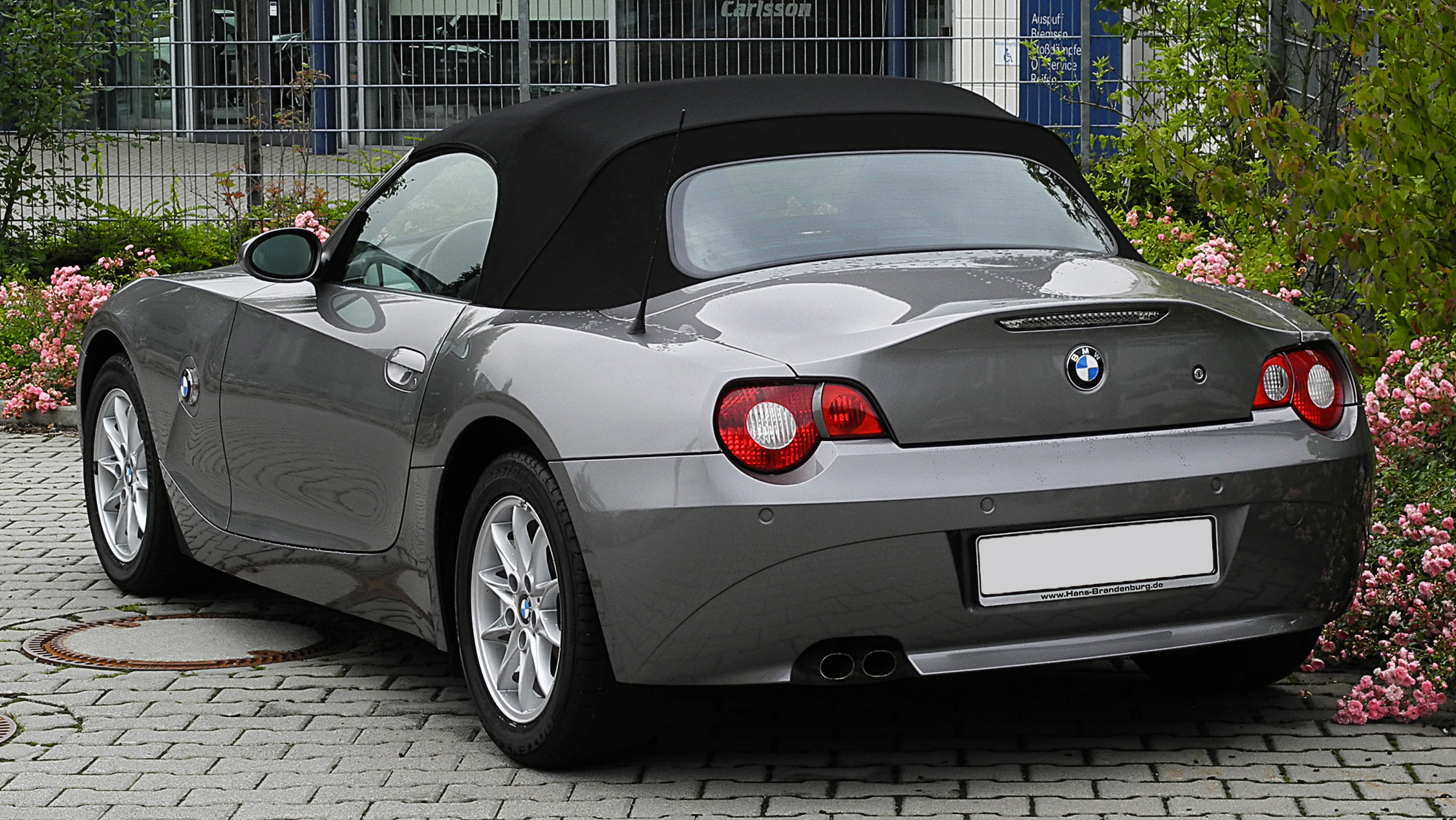
Z4-Heckansicht vor Modellpflege 2006

Der Z4 war ab 29.900 € erhältlich. Nach anfänglich großen Verkaufserfolgen brach der Absatz des Z4 ab 2004 spürbar ein, weshalb man sich bei BMW zu einer umfangreichen Modellpflege samt dem Angebot einer Coupé-Variante entschloss.

### Modellpflege
Die überarbeitete Version des Z4 wurde im Frühjahr 2006 der Öffentlichkeit vorgestellt. Änderungen wurden sowohl am Interieur- als auch am Exterieurdesign vorgenommen. Die äußeren, optischen Veränderungen betrafen in erster Linie geänderte Stoßfänger bzw. Schürzen, neue Scheinwerfer sowie Rückleuchten mit LED-Elementen, überarbeitete Felgen und neue Farben. Das Interieur wurde durch Chrom-Applikationen aufgewertet, wie z. B. an den Klimareglern, und durch neue Ausstattungspakete erweitert. Technische Neuerungen waren u. a. auch eine elektronische Ölstandkontrolle und eine Berganfahrhilfe.
Die wichtigsten Änderungen betrafen jedoch den Fahrwerks- und Motorenbereich. Im Rahmen der Fahrwerksüberarbeitung gab es auch neue N52-Sechszylinder-Motoren. Die ursprünglichen BMW-M54-Motoren in den Varianten 2.2i (125 kW/170 PS), 2.5i (141 kW/192 PS) und 3.0i (170 kW/231 PS) wurden durch die N52-Triebwerke in den Varianten 2.5i (jetzt 130 kW/177 PS), 2.5si (160 kW/218 PS) und 3.0si (195 kW/265 PS) ersetzt. Die im Mai 2005 eingeführte Vierzylinder-Variante 2.0i mit N46-Motor und 110 kW (150 PS) blieb auch nach der Modellpflege weiter im Programm. Weiterhin hatten alle Modelle mit manuellem Schaltgetriebe jetzt sechs Gänge (vorher nur beim 2.0i und 3.0i).
Die Spitze der Reihe bildete der Z4 M. Er verfügte über den 252 kW (343 PS) starken 3,2-Liter-Sechszylindermotor, der bis dato im BMW M3 (E46) eingesetzt wurde. Mit dieser Motorisierung beschleunigte er in 5,0 s von 0 auf 100 km/h und wurde auf eine Spitzengeschwindigkeit von 250 km/h elektronisch begrenzt, gegen Aufpreis waren bis zu 275 km/h möglich. Optisch unterschied sich der Z4 M durch geänderte Schürzen, eine etwas konturierte Motorhaube und eine Auspuffanlage mit vier Endrohren. Ein sequentielles Getriebe, wie es für die anderen M-Modelle lieferbar war, war für den Z4 M nicht verfügbar.

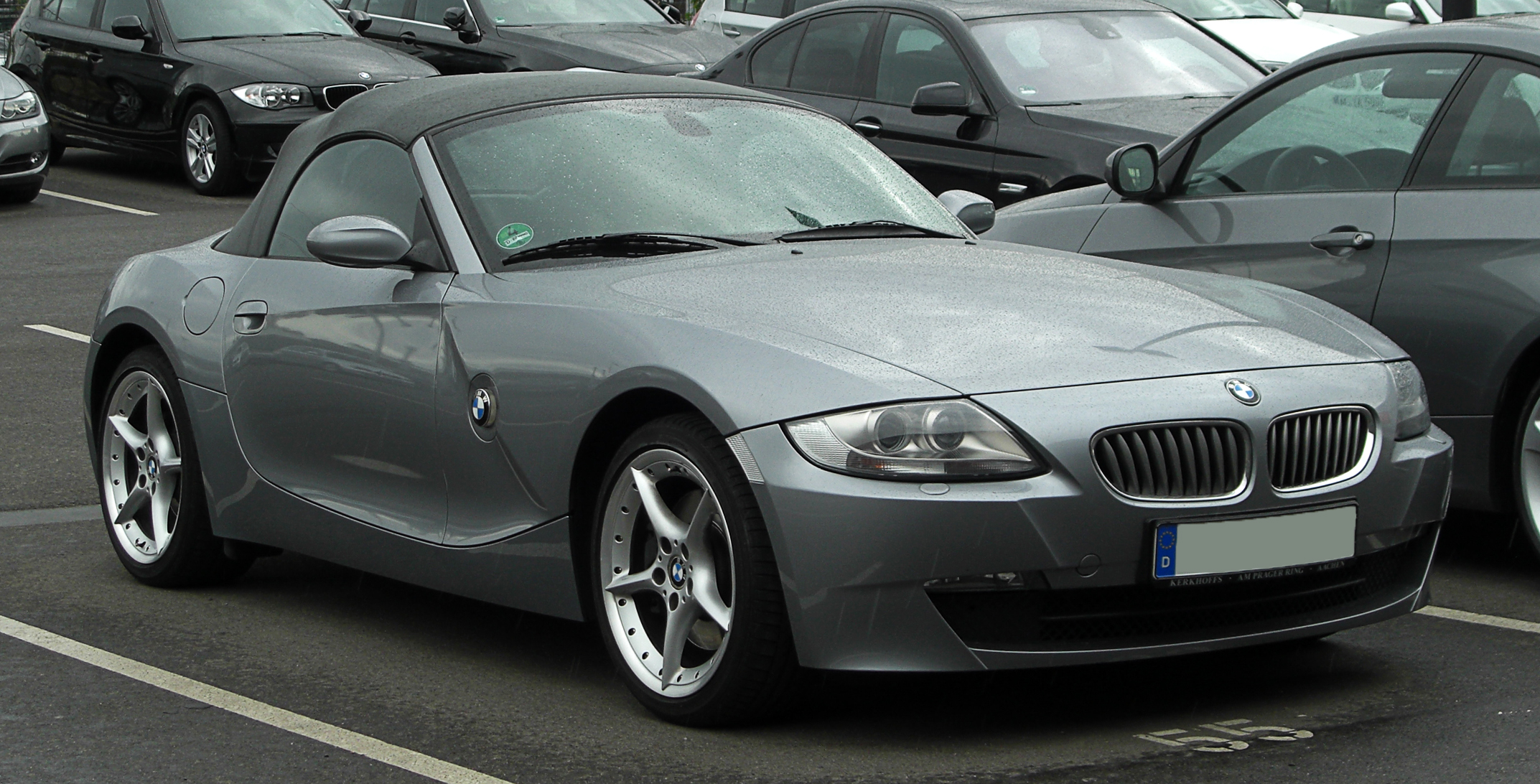
BMW Z4 (2006–2008)
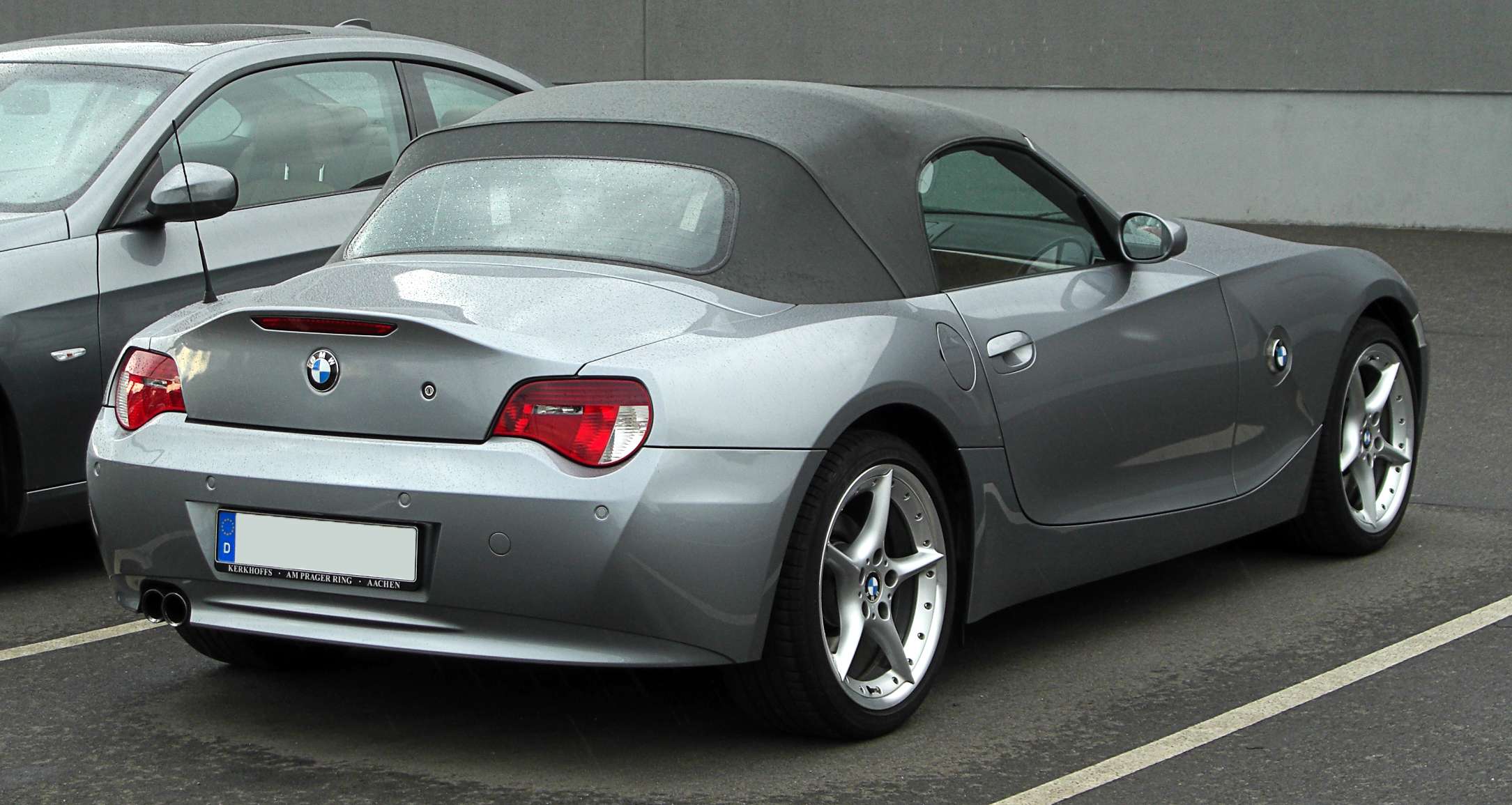
Roadster Heckansicht
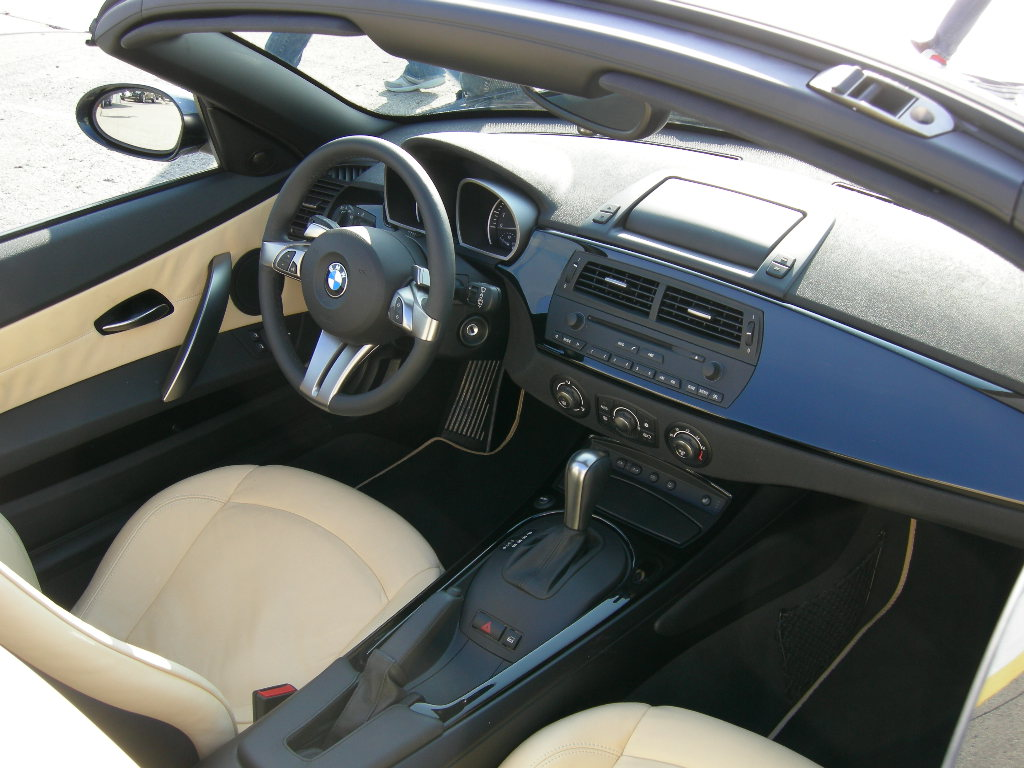
Innenraum
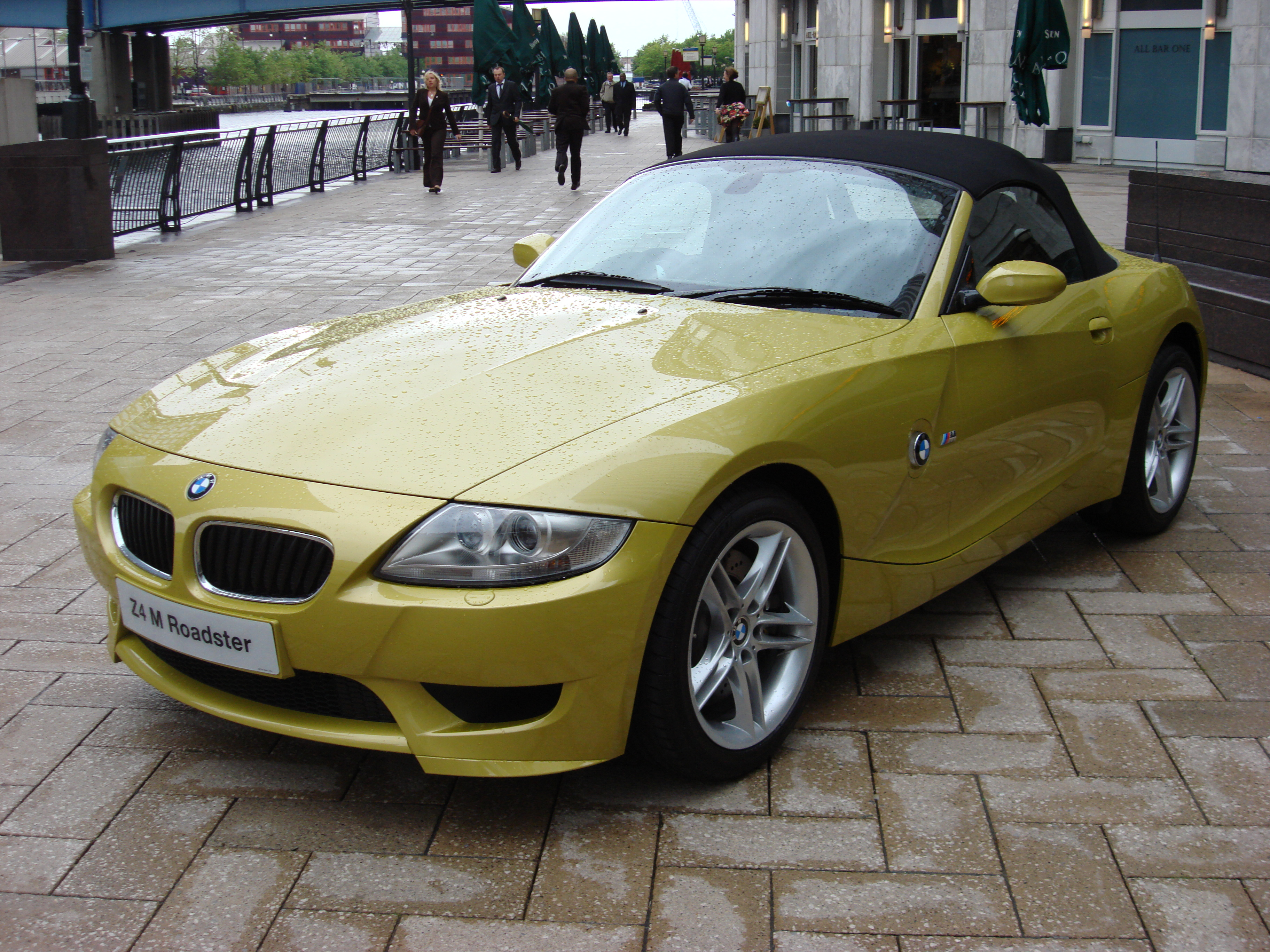
BMW Z4 M (ab 2006)
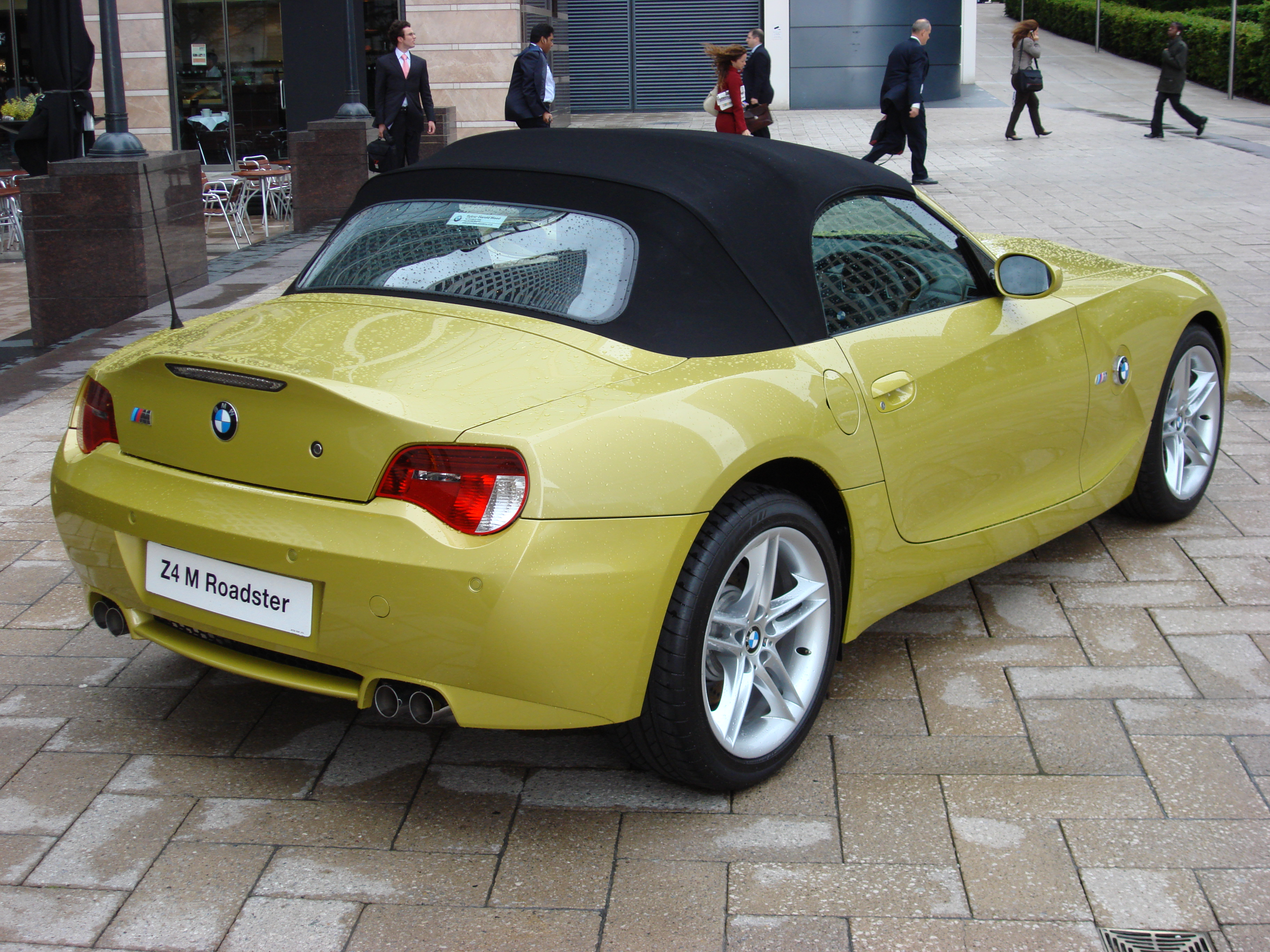
BMW Z4 M Heckansicht
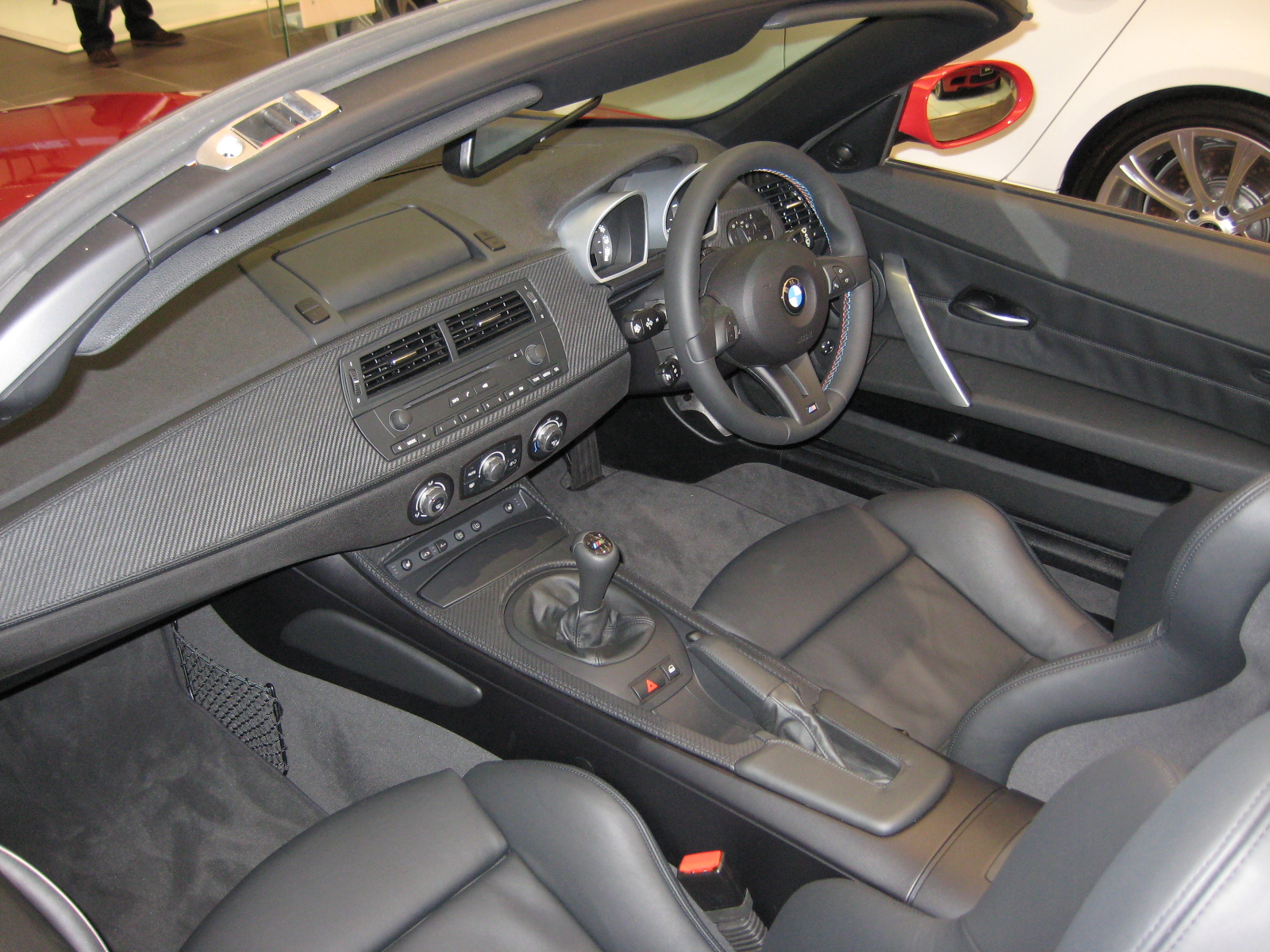
Innenraum M-Roadster (rechts gelenkt)

### BMW Z4 Coupé (E86)
Vom Z4 gab es auch eine stark motorisierte Coupé-Variante mit festem Dach und Schrägheck mit Heckklappe. Auf der Internationalen Automobil-Ausstellung 2005 wurde das Z4 Coupé (E86) zunächst als Studie vorgestellt, bevor es im Frühjahr 2006 (Vorstellung des Serienmodells auf dem Genfer Auto-Salon 2006) in leicht veränderter Form mit dem überarbeiteten Roadster auf den Markt kam. Der zweite Z4 (E89) als Roadster mit festem Blechdach war quasi der Nachfolger für beide Z4, Roadster E85 wie Coupé E86.

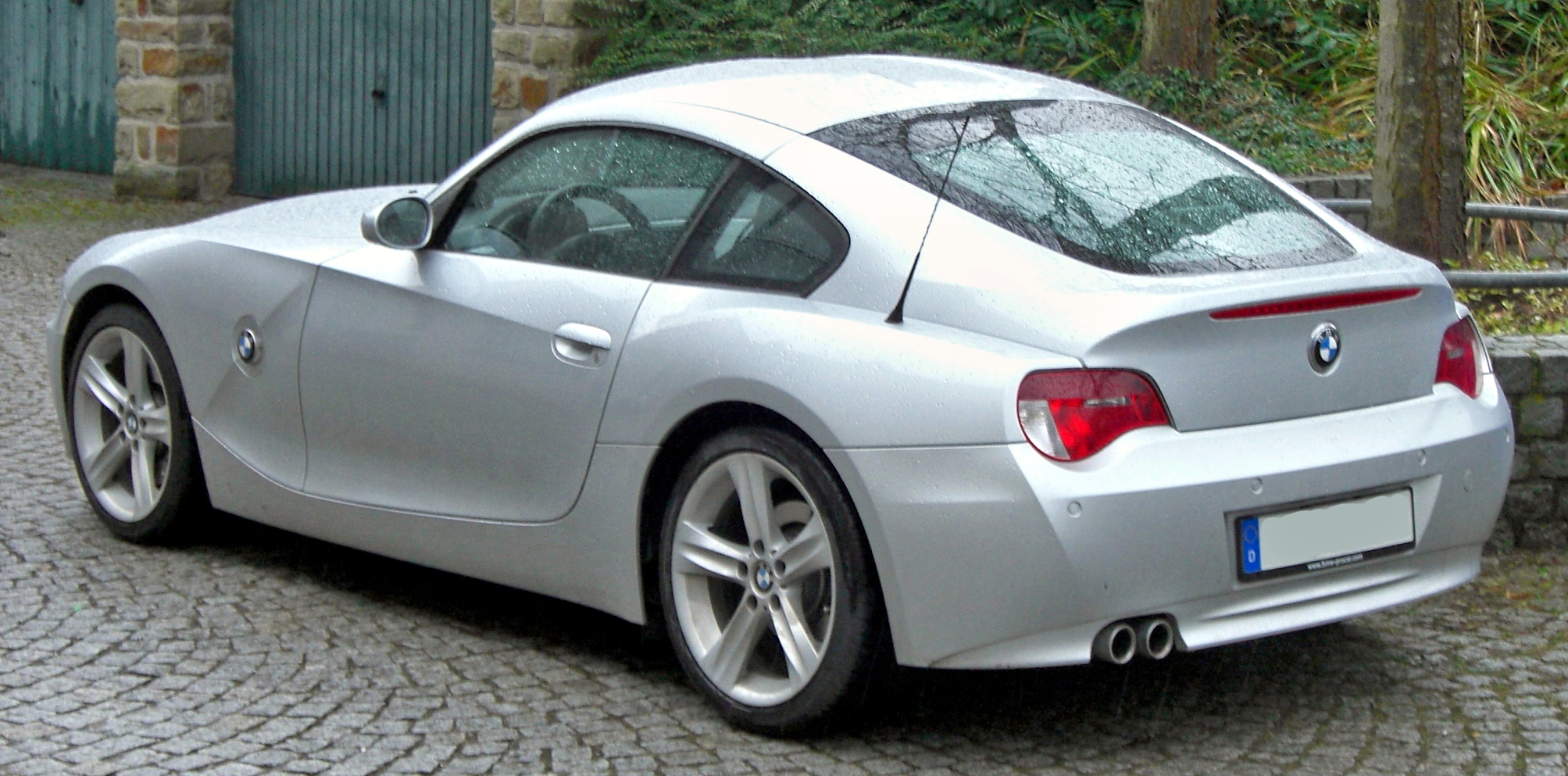
BMW Z4 Coupé (2006–2008), linke Seite
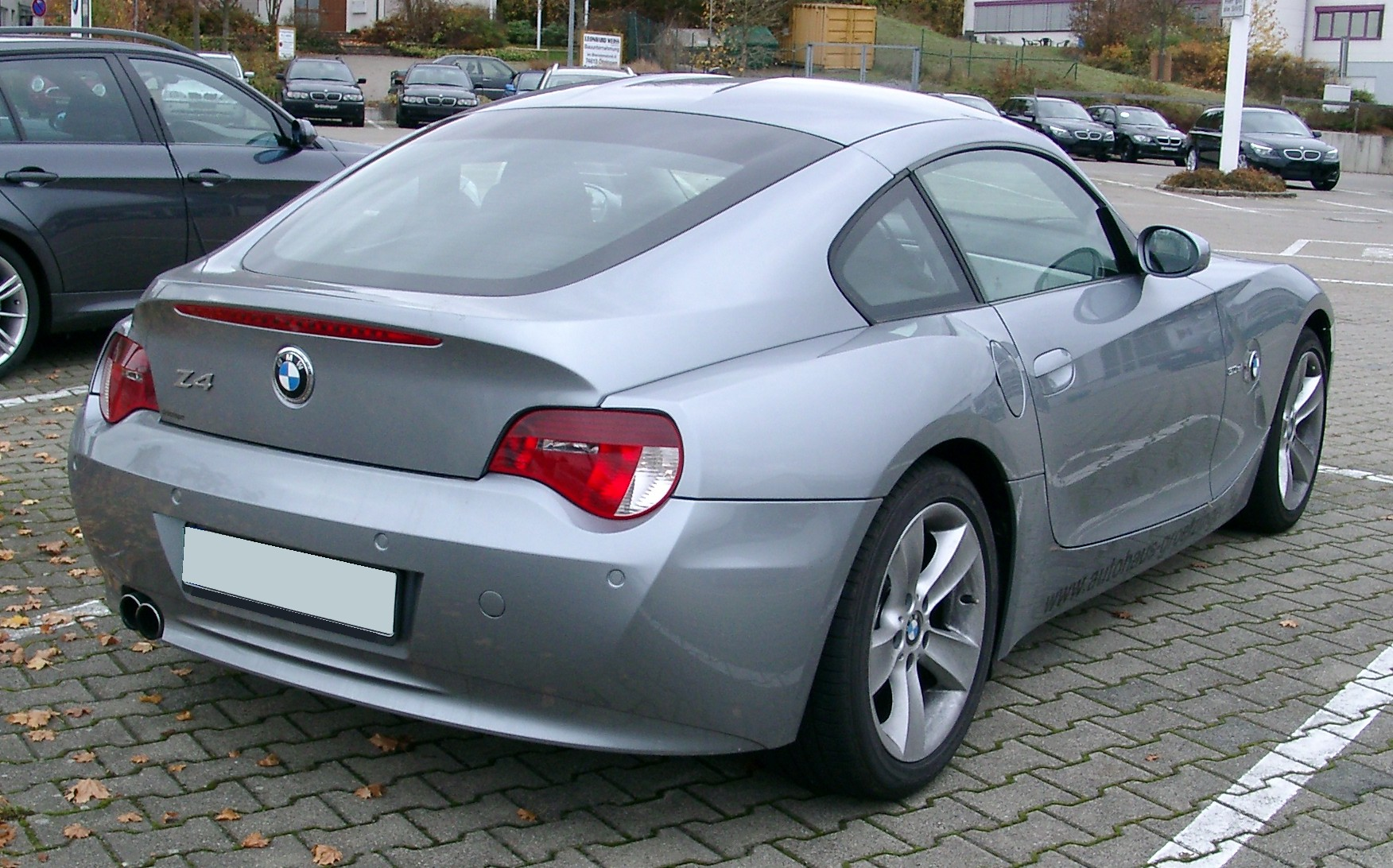
BMW Z4 Coupé (2006–2008), rechte Seite
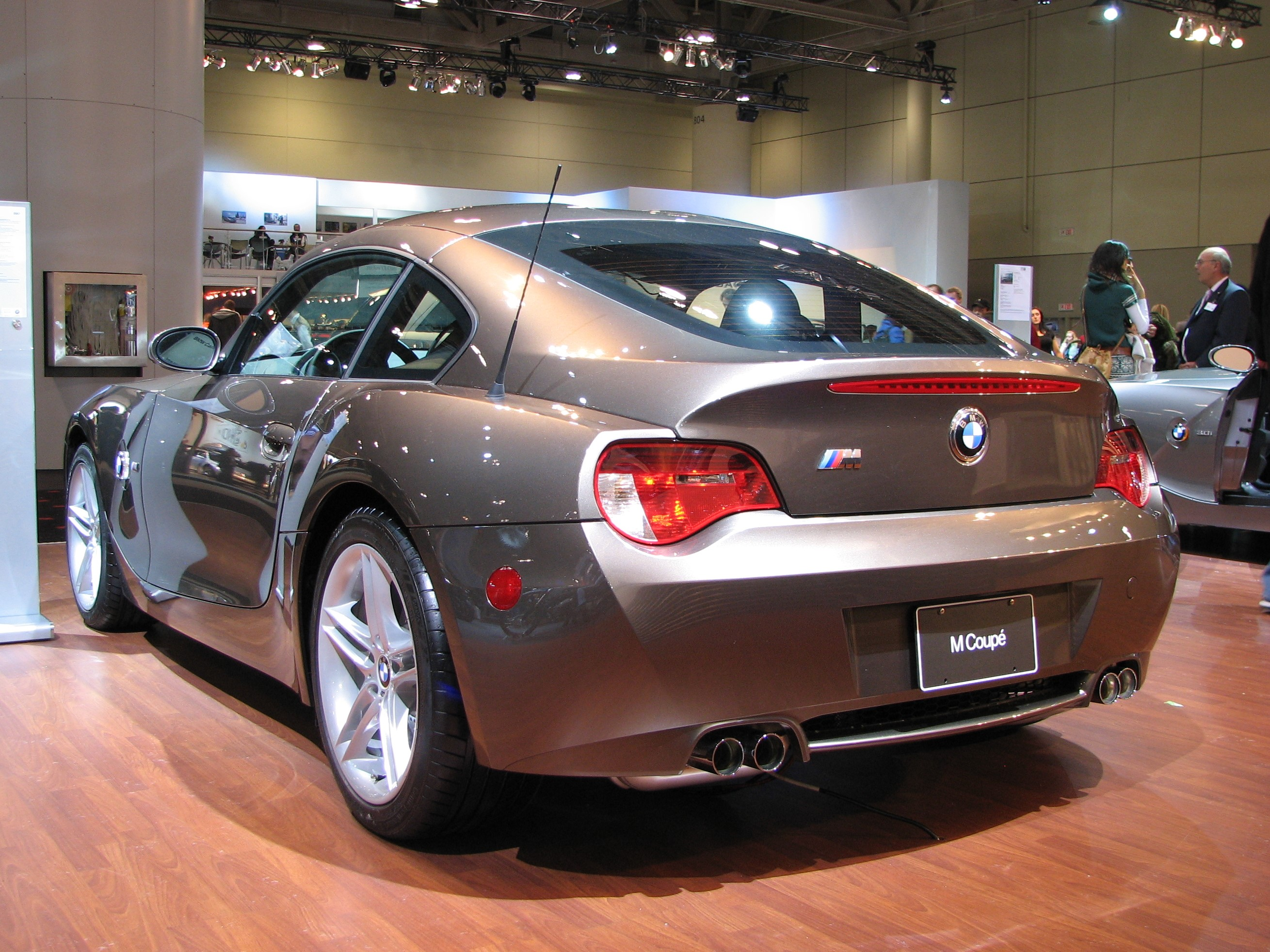
BMW Z4 M Coupé
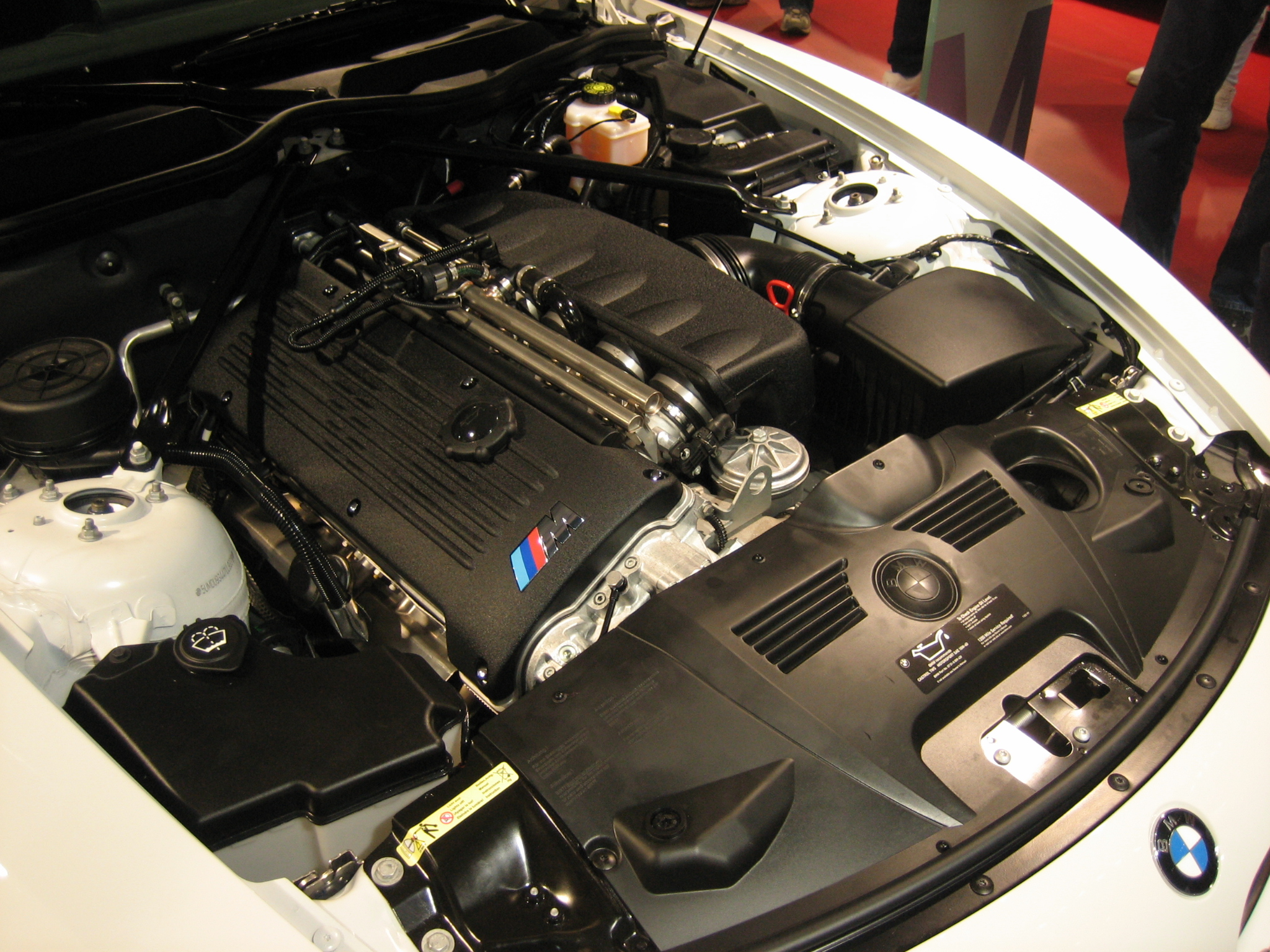
Motor Z4 M (Coupé)

Das Coupé war nur mit zwei Aggregaten erhältlich: dem 3.0si-Motor mit 195 kW (265 PS) und als Z4 M Coupé mit dem 3,2-Liter-Sechszylindermotor (252 kW/343 PS) aus dem M3 (E46).

#### BMW Z4 M Coupé Werksrennwagen
BMW baute neun Werksrennwagen des Z4 M Coupé. Angetrieben wurden die Wagen von einem 3,2 Liter-Motor mit 316 kW (420 PS). Hans-Joachim Stuck und Claudia Hürtgen traten damit in der VLN Langstreckenmeisterschaft Nürburgring an. In der Saison 2009 und 2010 wurden 11 von 16 Rennen als Klassensieger abgeschlossen.
Die VLN Langstreckenmeisterschaften der Jahre 2010 und 2011 wurden jedoch jeweils mit einem seriennahen Dreiliter-Coupé gewonnen, da in der Klasse V5 mehr Teilnehmer antraten und somit mehr Punkte zu erzielen waren.

### Nachfolger
Mitte Juli 2008 teilte BMW offiziell mit, die Produktion des aktuellen Z4 Ende August 2008 zu beenden.
Insgesamt wurden über 197.950 Einheiten gebaut, davon 180.856 E85 (Roadster) und 17.094 E86 (Coupe).
Im Mai 2009 erschien wie geplant der Nachfolger Z4 E89, diesmal erstmals mit Metall-Klappdach und als Basis-Motorvariante der 2,5-Liter-Reihensechszylinder mit 150 kW (204 PS). Ein reines Coupé oder eine M-Version gab es nicht.

## Motorvarianten
| Modell     | Hubraum  | Zylinder | Leistung bei 1/min     | Drehmoment bei 1/min | Beschleunigung 0–100 km/h | vmax                    | Leergewicht nach EG | Verbrauch nach ECE | Motorcode | Bauzeit         | Version           |
| ---------- | -------- | -------- | ---------------------- | -------------------- | ------------------------- | ----------------------- | ------------------- | ------------------ | --------- | --------------- | ----------------- |
| 2.0i       | 1995 cm³ | 4        | 110 kW (150 PS) / 6200 | 200 Nm / 3600        | 8,2 s                     | 220 km/h                | 1295 kg             | 7,5 l/100 km       | N46B20    | 04/2005–09/2008 | Roadster          |
| 2.2i       | 2171 cm³ | 6        | 125 kW (170 PS) / 6100 | 210 Nm / 3500        | 7,7 s                     | 225 km/h                | 1325 kg             | 8,8 l/100 km       | M54B22    | 09/2003–05/2005 | Roadster          |
| 2.5i       | 2497 cm³ | 6        | 130 kW (177 PS) / 5800 | 230 Nm / 3500        | 7,1 s                     | 229 km/h                | 1345 kg             | 8,3 l/100 km       | N52B25    | 01/2006–09/2008 | Roadster          |
| 2.5i       | 2494 cm³ | 6        | 141 kW (192 PS) / 6000 | 245 Nm / 3500        | 7,0 s                     | 235 km/h                | 1335 kg             | 8,9 l/100 km       | M54B25    | 02/2003–01/2006 | Roadster          |
| 2.5si      | 2497 cm³ | 6        | 160 kW (218 PS) / 6500 | 250 Nm / 2750        | 6,5 s                     | 240 km/h                | 1360 kg             | 8,5 l/100 km       | N52B25    | 01/2006–09/2008 | Roadster          |
| 3.0i       | 2979 cm³ | 6        | 170 kW (231 PS) / 5900 | 300 Nm / 3500        | 5,9 s                     | 250 km/h                | 1365 kg             | 9,1 l/100 km       | M54B30    | 12/2002–12/2005 | Roadster          |
| 3.0si      | 2996 cm³ | 6        | 195 kW (265 PS) / 6600 | 315 Nm / 2750        | 5,7 s                     | 250 km/h                | 1385 kg             | 9,0 l/100 km       | N52B30    | 03/2006–09/2008 | Roadster          |
| 3.0si      | 2996 cm³ | 6        | 195 kW (265 PS) / 6600 | 315 Nm / 2750        | 5,7 s                     | 250 km/h                | 1395 kg             | 8,9 l/100 km       | N52B30    | 03/2006–09/2008 | Coupé             |
| M 3.2i     | 3246 cm³ | 6        | 252 kW (343 PS) / 7900 | 365 Nm / 4900        | 5,0 s                     | 250 km/h                | 1485 kg             | 12,1 l/100 km      | S54B32    | 03/2006–09/2008 | Roadster          |
| M 3.2i     | 3246 cm³ | 6        | 252 kW (343 PS) / 7900 | 365 Nm / 4900        | 5,0 s                     | 250 km/h                | 1495 kg             | 12,1 l/100 km      | S54B32    | 03/2006–09/2008 | Coupé             |
| Alpina 3.3 | 3346 cm³ | 6        | 221 kW (300 PS) / 6300 | 362 Nm / 4800        | 5,3 s                     | 265 km/h / 270 km/h (1) | 1395 kg             | 9,9 l/100 km       | E5/2      | 07/2003–12/2005 | Alpina Roadster S |

## Sicherheit
Beim Euro-NCAP-Crashtest im Jahr 2004 erhielt er bei der Beurteilung der Insassensicherheit vier Sterne (31 Punkte). Die Fußgängersicherheit wurde mit 13 Punkten und zwei von vier möglichen Sternen eingestuft.